# Этнические эксперименты
Этнические эксперименты — второй студийный альбом группы «Дети Picasso», вышедший в 2004 году без привлечения профессиональных звукозаписывающих компаний.

## Об альбоме
Несмотря на предложения лейблов звукозаписи группа решила издать свою вторую студийную работу самостоятельно, распространяя диск на концертах и своём сайте. Причиной послужил негативный опыт взаимодействия при издании дебютного релиза «Месяц улыбок», когда рекорд-компания диктовала свои условия о включении и невключении определённых композиций в альбом. По словам директора группы Александра Коновалова, ни один лейбл не считал будущую пластинку коммерчески успешной, и её выпуск был возможен только на довольно жёстких условиях. В то же время несмотря на то, что дебютник приобрёл довольно большую популярность — песни с него активно крутились на радио, а сама пластинка была на вершинах чартов продаж, группа не получила дивидендов с выпуска своей первой работы, записанной на собственные деньги. Всё это предупредило попытку группы обойтись собственными усилиями: «Мы любим и понимаем нашу музыку, мы знаем наших поклонников в лицо. В этот раз попробуем обойтись без посредников», — говорят музыканты.
Презентация альбома состоялась 15 апреля в клубе «Б-2». В качестве гостей были приглашены «близкие по духу», по выражению самих музыкантов, «Ива-Нова», женский фолк-панк-коллектив из Санкт-Петербурга, сыгравшие первую получасовую часть концерта. Несколько песен («Под яблоневым деревом», «Сона Яр» и др.) были спеты совместно с саратовской фолк-командой «После 11», которая также участвовала и в записи альбома. Корреспондент портала «Звуки.ру», Наталия Халымончик, наблюдавшая концерт, довольно прохладно отнеслась к подобной кооперации, отметив стилистическое несоответствие двух фолк-коллективов друг другу. Она также обратила внимание на довольно плотный звук выступления, при котором многоголосие «не прочитывалось», в то время когда в студийной записи всё вышло, по её мнению, органично. Также Наталья скептически отнеслась к другим концертным дополнениям к основной пятёрке группы (за исключением перкуссиониста), которые «больше отвлекали, чем украшали аранжировки».

## Список композиций
| №   | Название                       | Длительность |
| --- | ------------------------------ | ------------ |
| 1.  | «Утро экспериментатора»        | 2:47         |
| 2.  | «Ирокез Хачатуряна»            | 3:05         |
| 3.  | «Ай, Нина»                     | 5:29         |
| 4.  | «Нинарэ»                       | 5:30         |
| 5.  | «Сона яр (версия 2)»           | 3:53         |
| 6.  | «Шут ми анцек»                 | 5:23         |
| 7.  | «Ала лэ джан»                  | 1:15         |
| 8.  | «Мамин джем»                   | 0:32         |
| 9.  | «Ай, леле яр»                  | 6:26         |
| 10. | «Оф, сирун, сирун»             | 4:22         |
| 11. | «Мэрик»                        | 6:06         |
| 12. | «Под яблоневым деревом»        | 3:38         |
| 13. | «Абрикосовое дерево (часть 2)» | 1:27         |
| 14. | «Соблюдайте тишину!»           | 4:43         |

## Участники записи
- Гая Арутюнян — вокал, бэк-вокал
- Карен Арутюнян — гитара
- Павел Дешура — гитара
- Алексей Филиппик — бас-гитара
- Георгий Аванесян — бас-гитара
- Богдан Бобров — ударные
- Вадим Кузнецов — виолончель, шейкер, бонги, тамбурин
- Тимур Шарипов — тромбон
- Антон Канчуков — кларнет
- «После 11» — бэк-вокал[5].